# Тихон Ракичевич
Вижте пояснителната страница за други личности с името Тихон.
Архимандрит Тихон Ракичевич (на сръбски: Архимандрит Тихон Ракићевић) е сръбски духовник, игумен на манастира Студеница от 11 януари 2004 година.

## Биография
Архимандрит магистър Тихон е роден в Чачак на 25 октомври 1971 година като Александър Ракичевич. В този град завършва начално училище и първите два класа гимназия. След това постъпва в Училището по дизайн в Белград, което завършва през 1990 г. Завършва Факултета по приложни изкуства на Белградския университет през  1995 г. в катедрата по стенопис, след което записва следдипломно обучение в същия факултет и е назначен като асистент-стажант.
През 1996 г. отива да стане послушник в манастир Студеница край Кралево, при игумена на архимандрит Юлиан Кнежевич. Постриган е за монах на 5 юни 1997 г. от епископа на Жичко г-н Стефан Боца, като получава монашеското име Тихон. През същата година е ръкоположен в йеродякон, а през 1999 г. в йеромонах. Избран е за игумен на манастира Студеница на 11 януари 2004 г. През същата година епископът на Жица г-н Хризостом Столич го повишава в архимандритски сан.
В края на 2003 г. полага всички богословски диференциални изпити и записва следдипломно обучение в катедрата по литургика на Православния богословски факултет в Белград. След полагането на изпитите в аспирантурата през 2005 г. започва работа по магистърската си теза „Иконите в литургиката: функция и значение“, която защитава през 2008 г.
Става доктор на богословските науки през 2014 г., когато в същия факултет защитава докторска дисертация на тема „Олтарна преграда – иконостас от IV до средата на XVII век: форма, функция и значение“. Изследва и пише научни трудове, свързани с културното и духовно наследство на манастира Студеница. Той обръща специално внимание на дейността на свети Сава в този манастир от 1207 до 1215 г. Инициира и участва като редактор в капиталните проекти за издаване на триезичното издание на Ученическия типик и двуезичното издание на Евергетидския типик.